# 莊天合
莊天合（？—1608年），字德全，號冲虚，湖廣都司長沙衛官籍（今湖南長沙）。明朝政治人物、進士出身。

## 生平
万历十六年（1588年）戊子科舉人，万历十七年（1589年）联登己丑科進士，选庶吉士，十九年授编修，二十二年管理诰敕，二十三年养病。二十六年復除原职，二十八年晋右中允，本年庚子（1600年）典試应天府，二十九年二月充經筵講官。歴升右諭德、右庶子等宫僚，以端谨受知于皇太子朱常洛。三十二年甲辰分校礼部会试卷，所拔擢者如左光斗等，皆有名于时。三十四年十二月官至少詹事兼翰林院侍讀學士，次年二月權知貢舉，十二月給假省亲，三十六年卒。

## 身后
卒赠礼部右侍郎，賜祭葬。

## 家族
曾祖庄琇。祖庄位。父莊如岱。子庄以临，以蔭授中書舍人。